# قسم فخرود الريفي (مقاطعة درميان)
قسم فخرود الريفي (بالفارسية: دهستان فخررود) هي قسم تقع في إيران في Qohestan District. يقدر عدد سكانها بـ 5,446 نسمة .